# Journal officiel de l'Union européenne
Pour les articles homonymes, voir Journal officiel.
Le Journal officiel de l'Union européenne, en abrégé JOUE, est une publication périodique publiée par l'Office des publications de l'Union européenne. 
Il a succédé au Journal officiel des Communautés européennes (ou JOCE) après l'entrée en vigueur du traité de Nice le 1er février 2003. 
Il est publié chaque jour ouvré dans toutes les 24 langues officielles de l'Union européenne.

## Historique
À partir du 1er juillet 2013, la version électronique des séries L et C du Journal officiel de l'Union européenne a valeur légale. Cette édition électronique est publiée sous forme d'une collection de documents au format PDF correspondant à toutes les versions linguistiques d'un même numéro, à laquelle s'ajoute un document au format XML assurant l'intégrité de l'ensemble. Ce document XML, qui contient un hash de chaque document PDF membre de ladite collection, est signé par une personne autorisée de l'Office des publications de l'Union européenne au moyen d'une signature électronique qui est horodatée du jour de publication.
La mise en place d'une nouvelle version internet au printemps 2014 a entrainé des bugs informatiques et difficultés d'accès relevés en son temps par la presse spécialisée. Ces problèmes ont été résolus depuis.

## Contenu
Il comporte trois séries :
- la série L, reprenant les textes européens (traités, directives, règlements, décisions, recommandations, avis et actes atypiques)  ;
- la série C, reprenant les décisions émanant des juridictions de l'Union européenne ;
- la série S, supplément reprenant les avis de marchés publics.

## Sources